# Yingshan Jiedao
Yingshan Jiedao (kinesiska: 应山街道, 应山) är en socken i Kina. Den ligger i provinsen Hubei, i den centrala delen av landet, omkring 120 kilometer norr om provinshuvudstaden Wuhan. Antalet invånare är 98587. Befolkningen består av 50 116 kvinnor och 48 471 män. Barn under 15 år utgör 16,0 %, vuxna 15-64 år 76 %, och äldre över 65 år 6,0 %.
Genomsnittlig årsnederbörd är 1 211 millimeter. Den regnigaste månaden är augusti, med i genomsnitt 187 mm nederbörd, och den torraste är december, med 12 mm nederbörd.